# Main Event der World Series of Poker 1987
Das Main Event der World Series of Poker 1987 war das Hauptturnier der 18. Austragung der Poker-Weltmeisterschaft in Las Vegas.

## Turnierstruktur
Das Hauptturnier der World Series of Poker in No Limit Hold’em startete am 12. Mai und endete mit dem Finaltisch am 17. Mai 1987. Ausgetragen wurde das Turnier im Binion’s Horseshoe in Las Vegas. Die insgesamt 152 Teilnehmer mussten ein Buy-in von je 10.000 US-Dollar zahlen, für sie gab es 36 bezahlte Plätze.

## Finaltisch

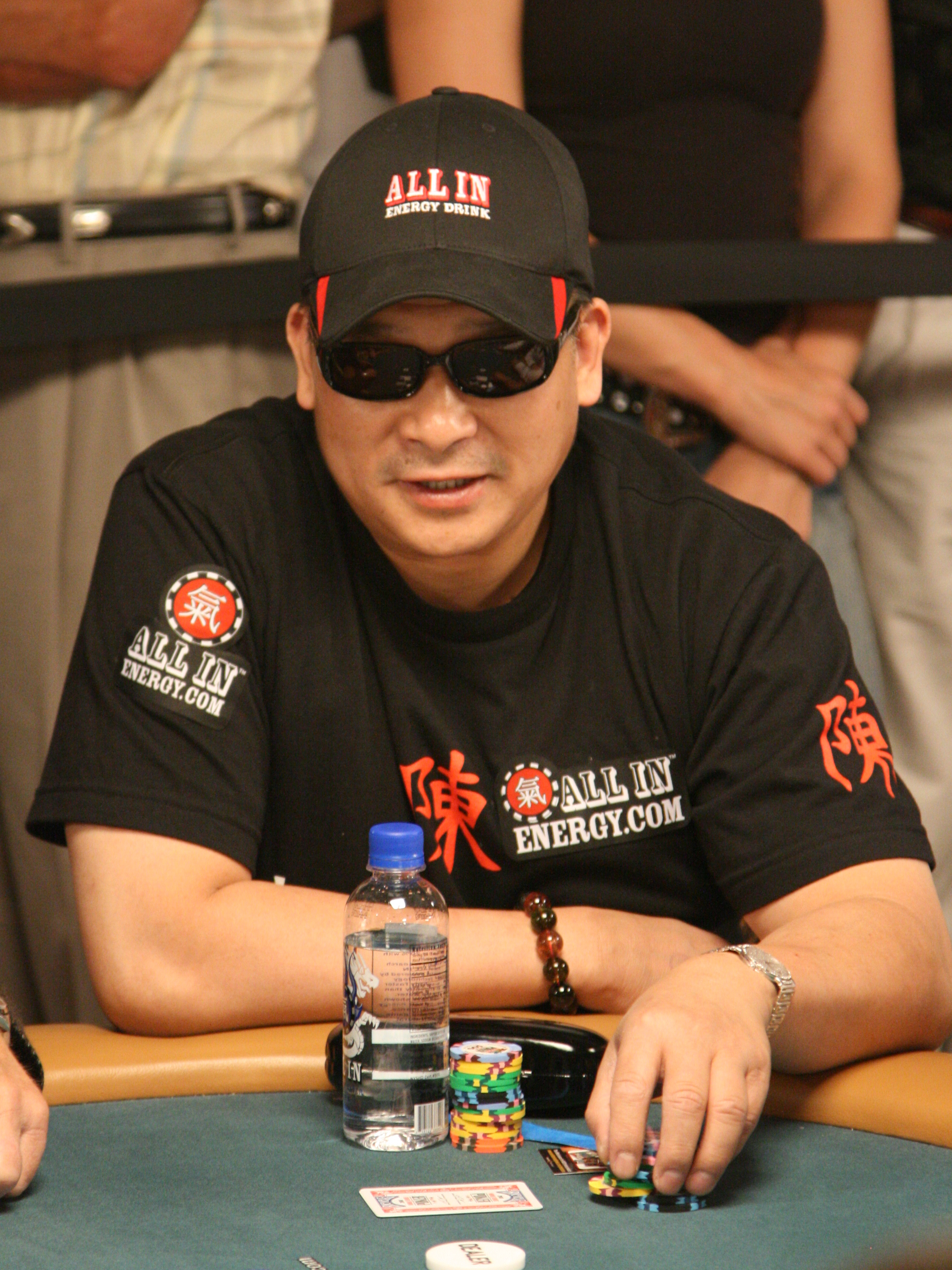
Johnny Chan (2008)

Der Finaltisch wurde am 17. Mai 1987 ausgespielt. In der finalen Hand gewann Chan mit A♠ 9♣ gegen Henderson mit 4♦ 4♣.
| Platz | Herkunft           | Spieler         | Preisgeld (in $) |
| ----- | ------------------ | --------------- | ---------------- |
| 1     | Vereinigte Staaten | Johnny Chan     | 625.000          |
| 2     | Vereinigte Staaten | Frank Henderson | 250.000          |
| 3     | Vereinigte Staaten | Bob Ciaffone    | 125.000          |
| 4     | Vereinigte Staaten | James Spain     | 068.750          |
| 5     | Vereinigte Staaten | Howard Lederer  | 056.250          |
| 6     | Vereinigte Staaten | Dan Harrington  | 043.750          |